# Rafał Sadowski (oficer)

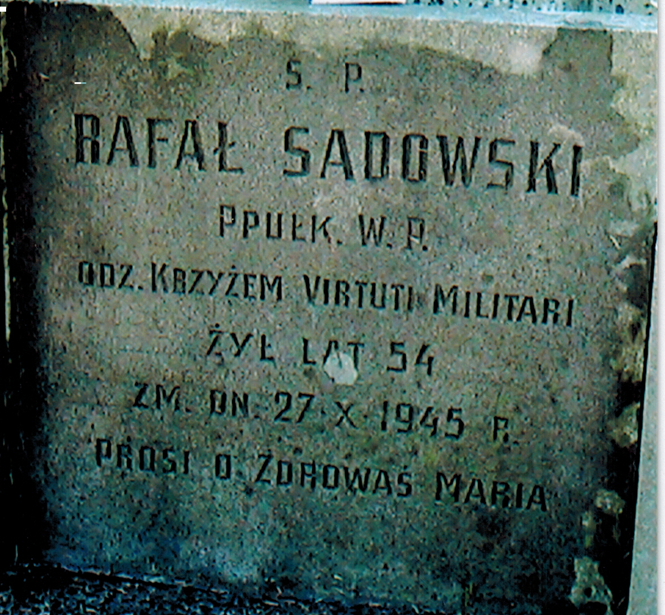
Nagrobek ppłk. Rafała Sadowskiego

Rafał Sadowski (ur. 21 października 1891 w Mątwicy, zm. 27 października 1945 w Warszawie) – podpułkownik artylerii Wojska Polskiego, kawaler Orderu Virtuti Militari.

## Życiorys
Urodził się 21 października 1891 w rodzinie Aleksandra i Weroniki z Piechowskich. Uczęszczał do gimnazjum rosyjskiego w Łomży, po strajku szkolnym 1905 przeniósł się do polskiej szkoły średniej (maturę zdał w 1910). Studiował na wydziale mechanicznym Politechniki Lwowskiej (1910–1914) i Politechniki Warszawskiej (1918). Był członkiem Związku Strzeleckiego. Od 8 sierpnia 1914 służył w I Brygadzie Legionów Polskich, początkowo w piechocie, następnie w artylerii. Po kryzysie przysięgowym internowany w Szczypiornie i Łomży. Po odzyskaniu przez Polskę niepodległości został przyjęty do Wojska Polskiego. Został awansowany na stopień kapitana artylerii ze starszeństwem z dniem 1 czerwca 1919. W 1923, 1924 był oficerem 1 pułku artylerii polowej Legionów. Następnie awansowany na stopień majora artylerii ze starszeństwem z dniem 1 stycznia 1927. W 1928 był przydzielony do Centrum Wyszkolenia Artylerii. W 1932 był oficerem Departamentu Artylerii Ministerstwa Spraw Wojskowych. W 1932 został przeniesiony do Biura Personalnego Ministerstwa Spraw Wojskowych, gdzie był szefem wydziału i zastępcą szefa. 17 stycznia 1933 został mianowany podpułkownikiem ze starszeństwem z 1 stycznia 1933 i 20. lokatą w korpusie oficerów artylerii. Od 10 września 1935 sprawował stanowisko zastępcy dowódcy macierzystego 1 pułku artylerii lekkiej Legionów. Od 1936 do 1939 był dyrektorem Biura Personalnego w Ministerstwie Komunikacji.
W czasie II wojny światowej był radcą konsularnym RP w Nowym Jorku.
Zmarł 27 października 1945 w Warszawie i został pochowany na Cmentarzu Wojskowym na Powązkach w Warszawie (kwatera C23-1-7).

## Ordery i odznaczenia
- Krzyż Srebrny Orderu Wojskowego Virtuti Militari[1] nr 7534 (17 maja 1922)[15][16]
- Krzyż Niepodległości (6 czerwca 1931)[17]
- Krzyż Kawalerski Orderu Odrodzenia Polski (8 listopada 1930)[18]
- Krzyż Walecznych (trzykrotnie)[1]
- Złoty Krzyż Zasługi (10 listopada 1928)[19][1]
- Medal Pamiątkowy za Wojnę 1918–1921[1]
- Medal Dziesięciolecia Odzyskanej Niepodległości[1]
- Brązowy Medal za Długoletnią Służbę[1]
- Krzyż Węgierski Zasługi II Klasy (Węgry)[1]